# Lockheed YF-12
Lockheed YF-12 byl prototyp amerického záchytného stíhacího letounu, který byl testován americkým letectvem. YF-12 byl dvousedadlovým provedením tajného jednomístného průzkumného letounu Lockheed A-12, ze kterého vzešel dvoumístný průzkumný letoun Lockheed SR-71 Blackbird. YF-12 stanovil a udržoval rychlostní a výškové světové rekordy přesahující rychlost 2000 mph (3 200 km/h) a výšku 80 000 stop (později překonáno SR-71) a je dosud největším záchytným stíhacím letounem, pilotovaným lidskou posádkou.

## Specifikace (YF-12)

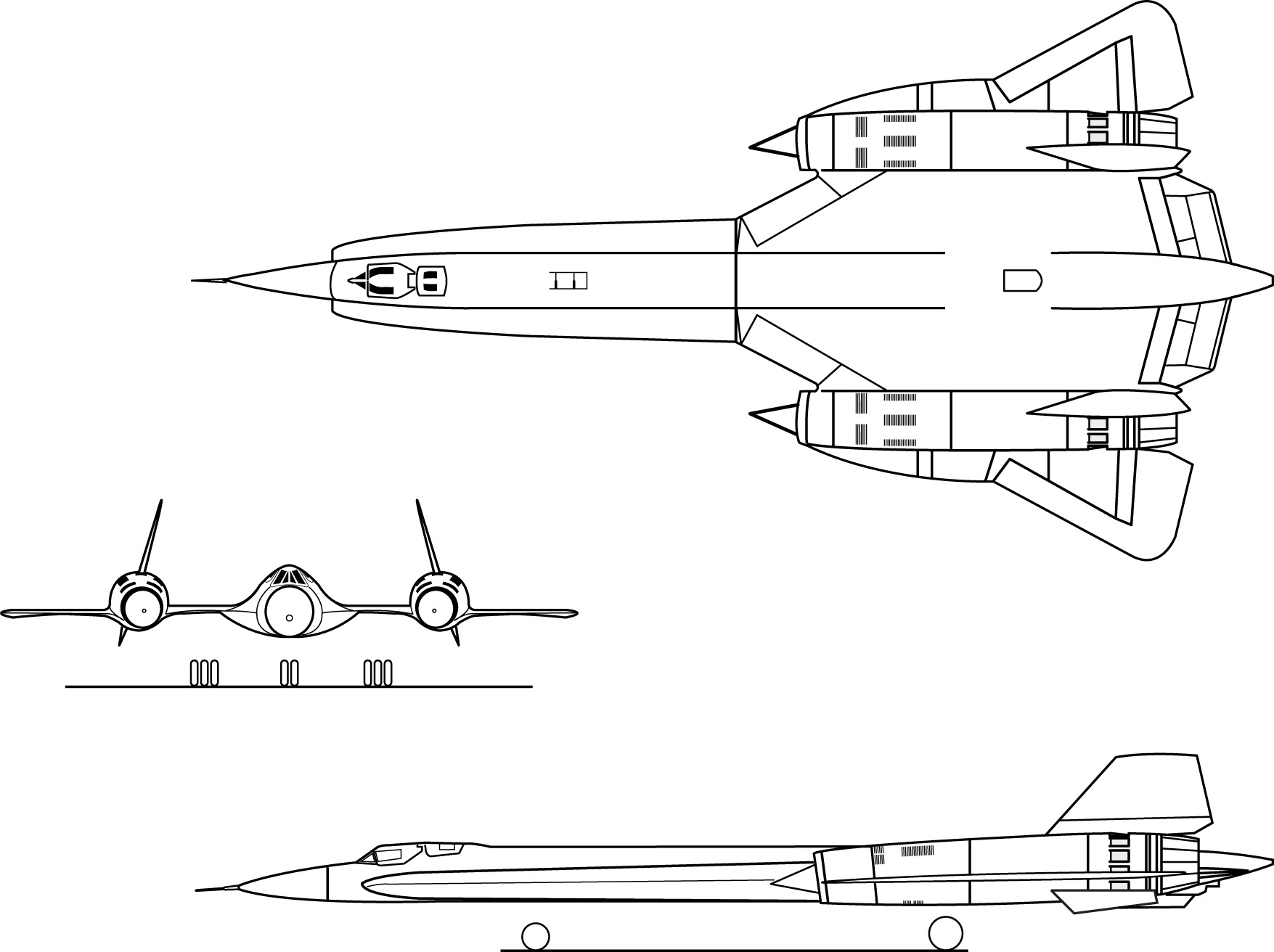
Třípohledový nákres YF-12A

### Technické údaje
- Posádka: 2
- Délka: 30,97 m
- Rozpětí: 16,95 m
- Výška: 5,64 m
- Plocha křídel: 167 m²
- Hmotnost (prázdný): 27 604 kg
- Hmotnost (naložen): 56 200 kg
- Maximální vzletová hmotnost: 63 504 kg
- Pohonná jednotka: 2 × jednohřídelový axiální proudový motor Pratt & Whitney J58/JTD11D-20A s přídavným spalováním, každý o tahu 91,2 kN (140 kN s přídavným spalováním)

### Výkony
- Maximální rychlost: 3,35 M (2 275 mph, 3 661 km/h) ve 24 400 m
- Dolet: 4 800 km
- Dostup: 27 400 m
- Stoupavost: 60 m/s
- Tah/Hmotnost: 0,44

### Výzbroj
- Střely: 3× střela AIM-47 Falcon uvnitř trupu